# Revers (Fotografie)

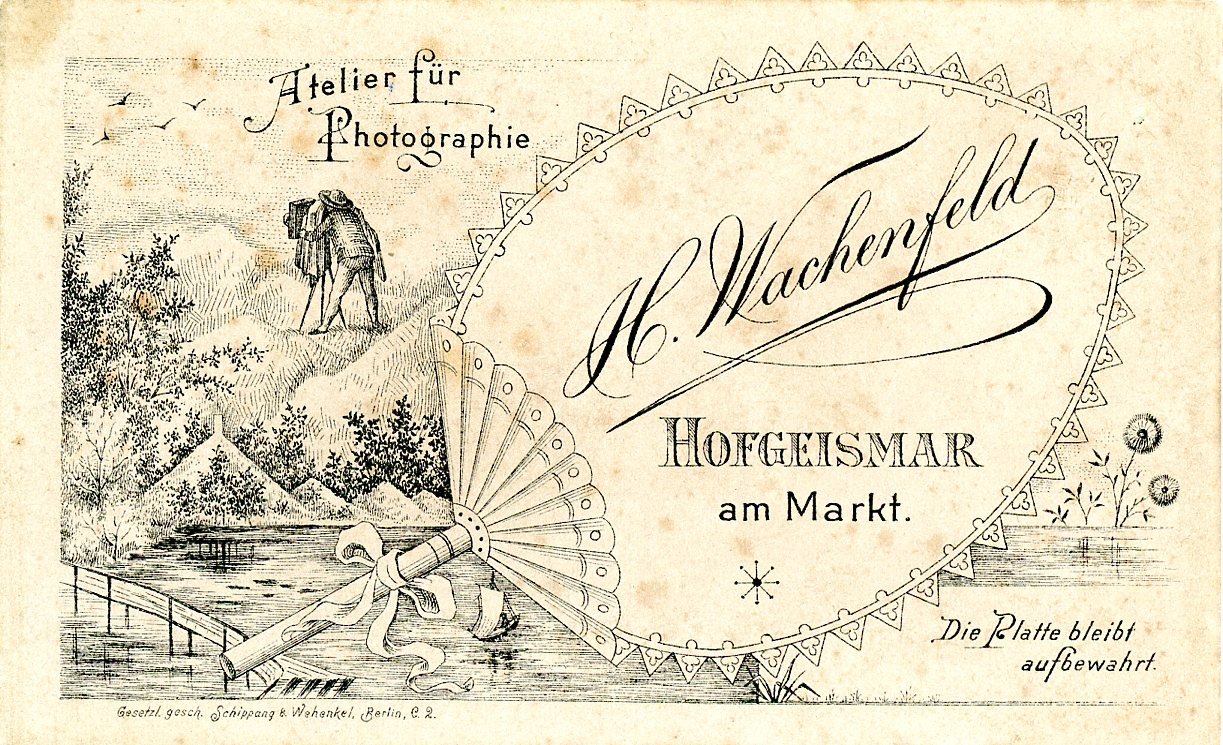
Revers CdV mit umfangreicher bildlicher Darstellung, u. a. Blattfächer mit Adresse, Bucht mit Segelboot, Hügeln und Photograph mit Kamera; für (Atelier für Photographie) H. Wachenfeld, Hofgeismar am Markt. Lithograf: Schippang & Wehenkel, Berlin; um 1890.

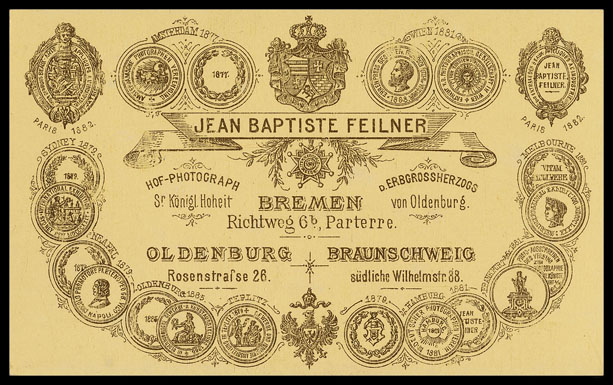
Revers im Kabinettformat von Jean Baptiste Feilner aus Bremen mit zahlreichen Auszeichnungen (Medaillen) und mittig dem Wappen des Großherzogtums Oldenburg, um 1895

In der Fotografie bezeichnet man mit Revers die Rückseite des Kartons, auf die die fertige Fotografie geklebt wurde. Umgangssprachlich findet das Wort kaum noch Anwendung. Avers ist das entsprechende Wort für die Vorderseite.

## Der Karton
Nachdem die sehr dünnen Fotopapiere (in der Regel Albuminpapier) belichtet und anschließend getrocknet waren, hatten sie die Neigung, sich einzurollen, was durch die Verwendung eines starken Kartons verhindert wurde. In der Literatur tauchen verschiedene Bezeichnungen für den Karton auf, unter anderem auch Untersatzkarton, Photographiekarte und Pappträger.
Gebräuchliche Formate des Kartons
(Alle Maße in mm. Es handelt sich um rechnerisch ermittelte Durchschnittsgrößen.)
| Bezeichnung           | Maße      | von  | bis  |
| --------------------- | --------- | ---- | ---- |
| Stereoskop            | 88 × 178  | 1853 | 1910 |
| Carte de Visite/Visit | 65 × 105  | 1857 | 1925 |
| Kabinett              | 108 × 166 | 1867 | 1915 |
| Oblong/Promenade      | 105 × 210 | 1875 | 1910 |
| Boudoir               | 135 × 220 | 1875 | 1910 |

## Gestaltung des Revers
Die Besitzer von fotografischen Ateliers und die Hersteller von Kartons schenkten der Rückseite von Fotografien erst zu der Zeit ihre Aufmerksamkeit, als ab 1860 Fotografien im Format der Carte de Visite (CdV) eine größere Popularität erlangt hatten.
In den ersten Jahren wurden die Rückseiten nur mit dem Namen des Fotografen/Ateliers und der Anschrift bedruckt, gestempelt oder in Form eines Etiketts beklebt. Ein oder zwei Jahre später wurden vereinzelt die Initialen des Atelierinhabers als Schmuckelemente gewählt, entweder freistehend oder innerhalb einer Rahmung. In der Folge wurde der Standort genauer beschrieben, wie „Atelier im Garten“ oder „Atelier im Garten von Carl Schultze’s Theater“, „Carl Schultze’s Theater gegenüber“ etc. Hinweise wie „Aufnahme bei jeder Witterung“ deuteten darauf hin, dass das Atelier bei Kälte beheizt oder bei Hitze vor zu starker Sonneneinstrahlung geschützt war.
Da auch Porträtmaler vereinzelt versucht hatten, ihren schmalen Verdienst mit dem Kauf einer Kamera und der Porträtfotografie zu verbessern, legten sie Wert auf die zusätzliche Erwähnung als „Porträtmaler“. Dazu ließen sie ihr Werkzeug wie Malpinsel und Palette oder fotografische Utensilien wie Plattenkamera und Objektive abbilden.
Nachdem sich Angehörige regierender Häuser hatten fotografieren lassen, wurden Fotografen unter besonderen Voraussetzungen als „Hof-Photograph(in)“ und damit als Hof-Lieferanten zugelassen. Der Titel war ein verkaufsförderndes Prädikat. Damit verbunden war die gängige Praxis, das Wappen des Herrscherhauses abzubilden. Es kam hin und wieder vor, dass Wappen abgebildet wurden, ohne als Hofphotograph im jeweiligen Hofkalender geführt zu werden.
Bei den Ausstellungen der Photographie wie z. B. 1865 in Berlin, 1868 in Hamburg oder 1869 in Altona wurden Auszeichnungen und Medaillen vergeben. Viele der ausgezeichneten Fotografen ließen ihre Medaillen in der Regel von beiden Seiten abbilden. Dies Vorgehen war ihnen aus Anzeigen in Tageszeitungen bekannt.
Im Laufe der Jahre entwickelten sich die Darstellungen in großer Vielfalt, nicht zuletzt auch, weil die Zahl der Fotografen zunahm und daher eine größere Konkurrenz entstand, von der man sich abzusetzen versuchte. Die Rückseite mancher fotografischen Ateliers wurde von einer lithografischen Anstalt aufwendig ausgearbeitet. Einige Fotografen wie z. B. Carl Seegert in Berlin und der Münchner Franz Neumayer ließen ihre Fassaden so abbilden, dass ihr Atelier, das sich in der obersten Etage befand, deutlich erkennbar war. Lithografen oder Lieferanten der Untersatzkartons lieferten die Vorlagen für diese Revers. Vereinzelt ist der Name am unteren Kartenrand erkennbar.

## Beispiele

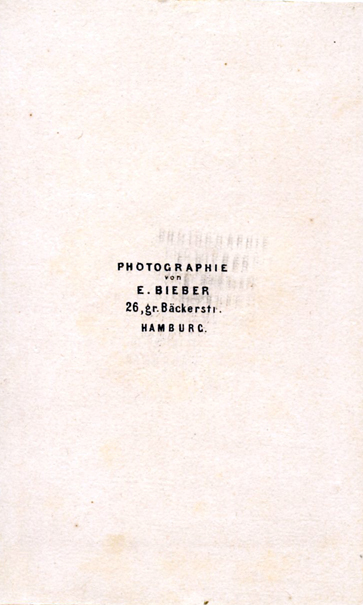
Revers CdV nur Name und Anschrift; (Atelier) E. Bieber, Hamburg; um 1862 oder früher.
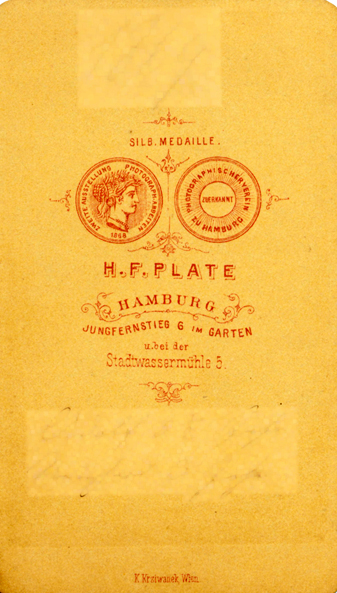
Revers CdV Abbildung Vorder- und Rückseite einer Medaille (Silberne Medaille), Ausstellung 1869 Hamburg; (Atelier) H.F. Plate, Hamburg; Lithograf Karl Krziwanek, Wien; um 1870.
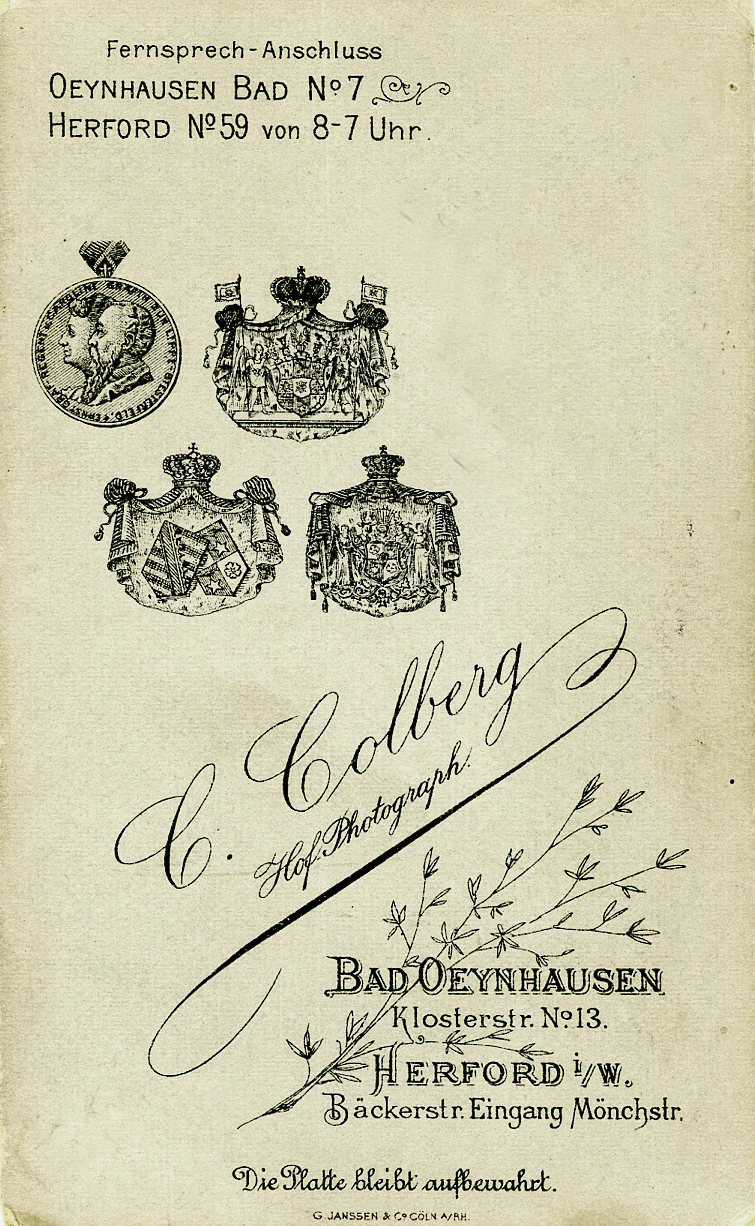
Revers CdV eines Hofphotographen; (Atelier) Christian Colberg, Bad Oeynhausen, Klosterstr; Lithograf: G. Janssen, Köln. U.a.: Wappen des Fürstentum Lippe, Allianzwappen des Prinz von Sachsen-Meiningen und der Prinzessin Adelheid Gräfin zu Lippe-Biesterfeld, Wappen von Schaumburg-Lippe und Medaille „Ernst Graf-Regent und Gräfin zur Lippe-Biesterfeld“; um 1890.
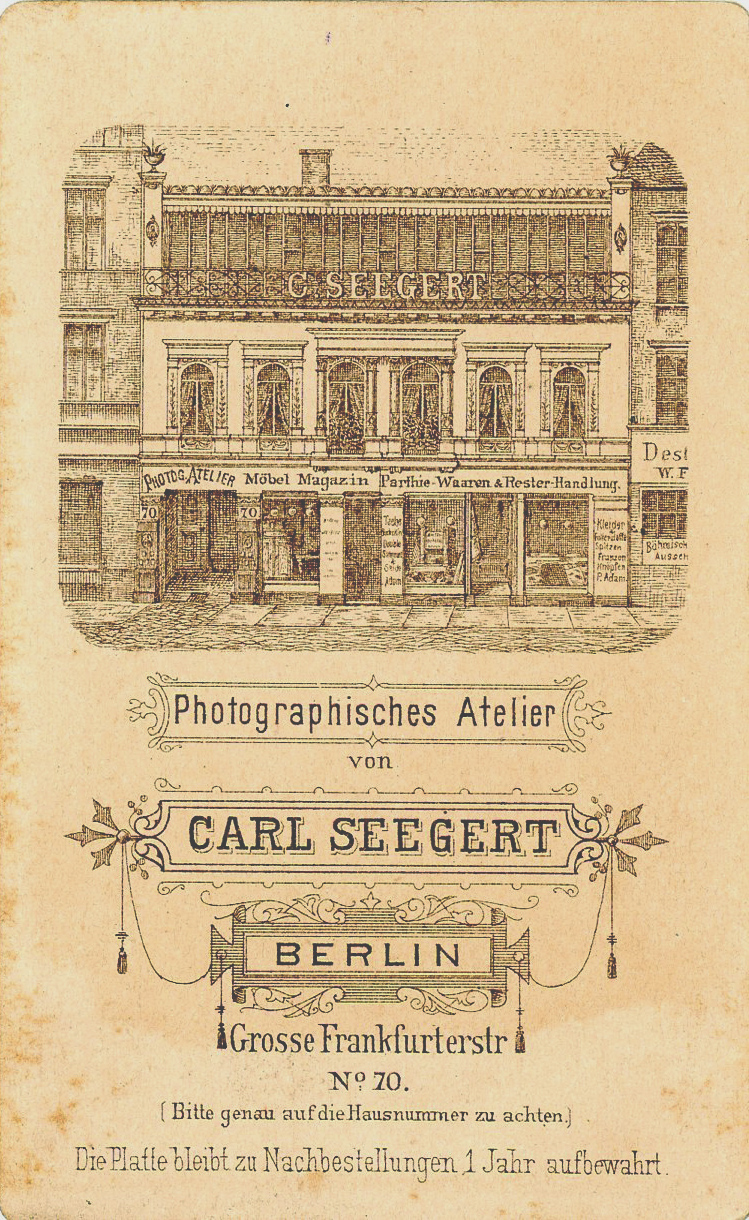
Revers CdV, Abbildung der Fensterfront des Ateliers (oberste Etage); davor Gitter mit Schriftzug „C. Seegert“; Atelier Carl Seegert, Berlin, Grosse Frankfurter Straße; Lithograf unbekannt; um 1880.
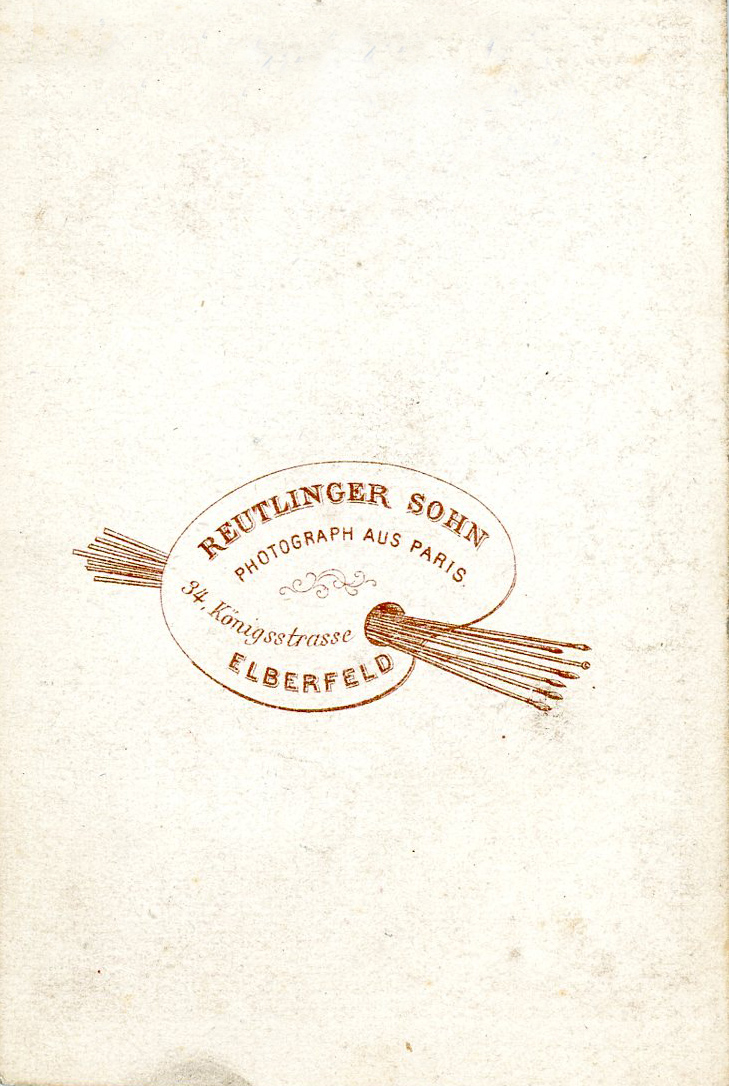
Revers CdV Malerpalette für Adressangaben; Atelier Reutlinger Sohn, Elberfeld, Königstraße; Lithograf unbekannt, um 1870.
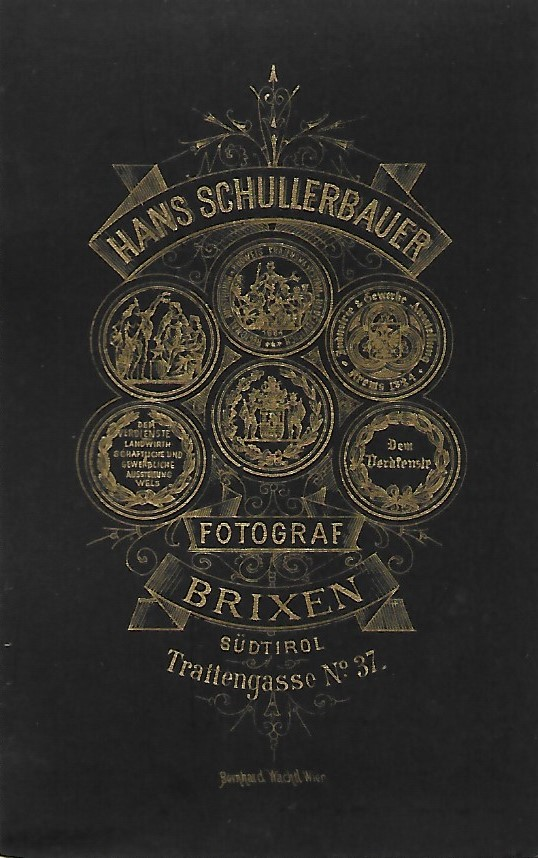
Revers einer CdV schwarz mit Golddruck um 1875. Lithograf Bernhard Wachtl (1852–1920), Wien
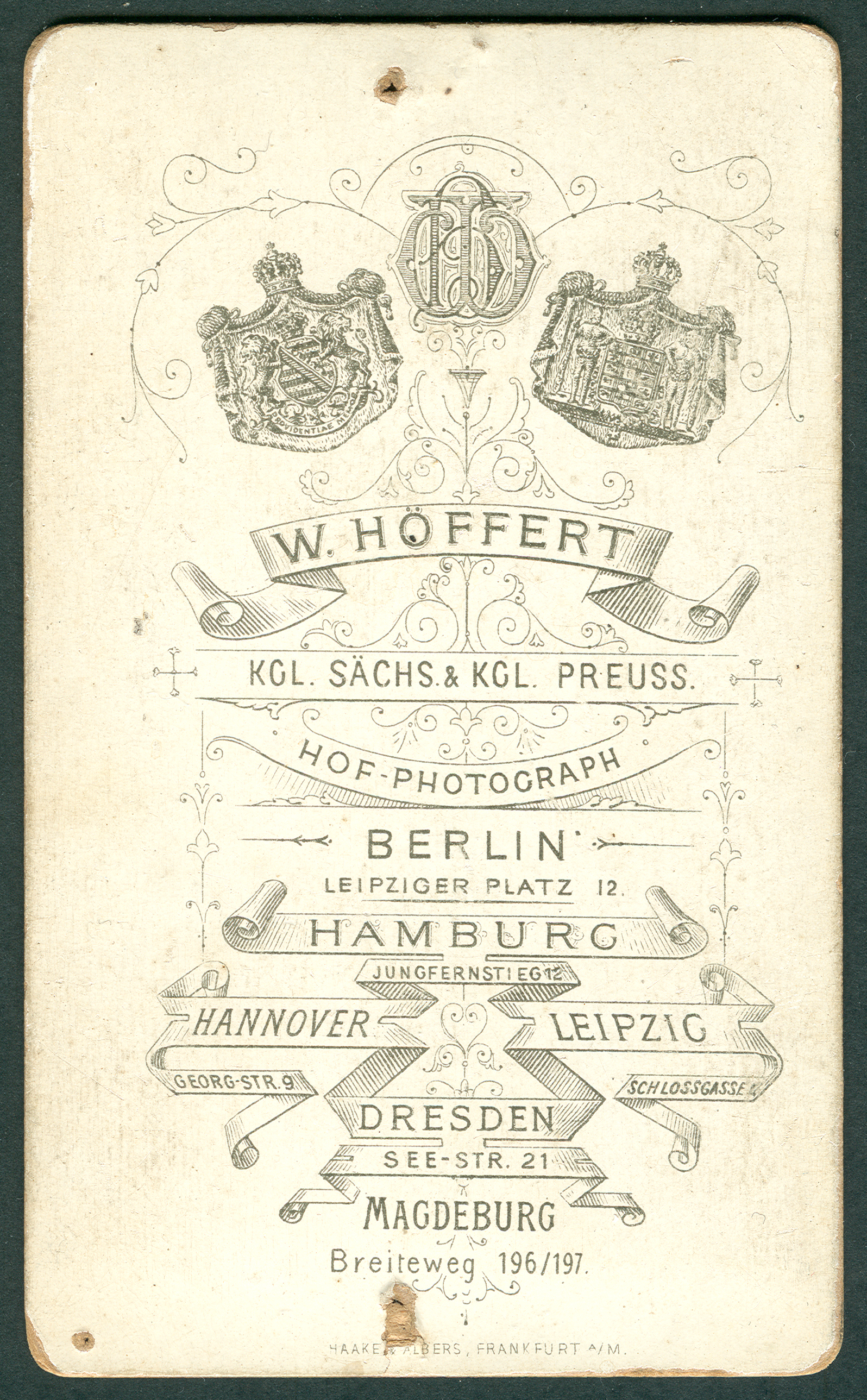
Revers CdV mit Adressen der Filialen; Atelier Wilhelm Höffert; Lithograf Haake & Albers, Frankfurt a. M.

## Lithographische Anstalten (Auswahl)
Lithografische Anstalten, die im Auftrag von fotografischen Ateliers Kartons herstellten und Revers gestalteten:
- Haake & Albers, Frankfurt. Kunde: Wilhelm Höffert (Dresden)
- Friedrich Hundt & Co, Hamburg. Kunden: E. Bieber (Hamburg), Benque & Kindermann (Hamburg)
- Klindworths Hofdruckerei, Hannover. Kunde: Karl Wunder (Hannover)
- Karl Krziwanek (Lithographische Anstalt), Wien.[4] Kunden: E. Bieber (Hamburg), Heinrich Friedrich Plate (Hamburg), Benque & Kindermann (Hamburg)
- J. Knoevenagel (Lithographische Anstalt), Hannover. Kunden: Carl Thies (Hannover), Atelier Jürgens (Altona)